# Associazione Calcio Reggiana 1974-1975
Questa voce raccoglie le informazioni riguardanti l'Associazione Calcio Reggiana nelle competizioni ufficiali della stagione 1974-1975.

## Stagione
Nella stagione 1974-1975 la Reggiana disputa il campionato cadetto con 34 punti ottiene il diciassettesimo posto e per salvarsi disputa e vince uno spareggio con l'Alessandria (2-1), i piemontesi retrocedono con l'Arezzo ed il Parma. Salgono in Serie A il Perugia con 49 punti, il Como con 46 punti ed il Verona con 45 punti, dopo spareggio vinto (1-0) con il Catanzaro.
Eliminata nel primo turno della fase a gironi estiva di Coppa Italia nel 3º girone di qualificazione che è stato vinto dalla Juventus, nel successivo campionato di Serie B la Reggiana si presenta con i nuovi acquisti il portiere Maurizio Memo, il terzino Roberto Parlanti, il mediano Maurizio Restelli, l'attaccante Giovanni Carnevali, poi abbinato a Ermanno Beccati ed al centrocampista Luciano Savian, ma privata dell'apporto dei ceduti Flaviano Zandoli e Silvio Zanon, la squadra granata vive un campionato molto tribolato, segnato anche dall'avvicendamento in panchina a metà torneo tra Tito Corsi e Carmelo Di Bella, e terminato al terz'ultimo posto della classifica a pari punti con Alessandria e Avellino. Non premiati da una differenza reti negativa (-3) che arride agli irpini (+4), per mantenere la categoria gli emiliani devono così battagliare con i grigi piemontesi in un decisivo spareggio-salvezza, atto a stabilire quale formazione avrebbe seguito in Serie C le già retrocesse Arezzo e Parma. Sul campo neutro dello Stadio San Siro di Milano, la Reggiana si impone per (2-1) sugli alessandrini, conquistando così la permanenza tra i cadetti.

## Divise

La squadra in campo con la seconda divisa sbarrata

| Casa | Trasferta |

## Rosa
| N. |                   | Ruolo | Calciatore              |
| -- | ----------------- | ----- | ----------------------- |
|    | Italia (bandiera) | P     | Giancarlo Alessandrelli |
|    | Italia (bandiera) | A     | Ermanno Beccati         |
|    | Italia (bandiera) | P     | Luciano Bartolini       |
|    | Italia (bandiera) | A     | Giovanni Carnevali      |
|    | Italia (bandiera) | D     | Giorgio Carrera         |
|    | Italia (bandiera) | D     | Giampiero D'Angiulli    |
|    | Italia (bandiera) | C     | Innocenzo Donina        |
|    | Italia (bandiera) | A     | Fulvio Francesconi      |
|    | Italia (bandiera) | D     | Diego Malisan           |
|    | Italia (bandiera) | D     | Franco Marini           |
|    | Italia (bandiera) | P     | Maurizio Memo           |

| N. |                   | Ruolo | Calciatore         |
| -- | ----------------- | ----- | ------------------ |
|    | Italia (bandiera) | C     | Paolo Meucci       |
|    | Italia (bandiera) | C     | Marco Monari       |
|    | Italia (bandiera) | D     | Paolo Montanari    |
|    | Italia (bandiera) | D     | Roberto Parlanti   |
|    | Italia (bandiera) | A     | Sileno Passalacqua |
|    | Italia (bandiera) | C     | Maurizio Restelli  |
|    | Italia (bandiera) | C     | Giovanni Sacco     |
|    | Italia (bandiera) | C     | Luciano Savian     |
|    | Italia (bandiera) | D     | Roberto Stefanello |
|    | Italia (bandiera) | A     | Cesare Vitale      |

## Risultati

### Serie B

#### Girone di andata
| Arbitro: | Andreoli (Padova) |

|                       |           |                 |
| Marchei 1’ Frosio 77’ | Marcatori | 23’ Francesconi |

| Arbitro: | Lops (Torino) |

|            |           |              |
| Meucci 82’ | Marcatori | 28’ Vignando |

| Pescara 13 ottobre 1974 3ª giornata | Pescara           | 0 – 0 | Reggiana | Stadio Adriatico\| Arbitro: \| Barboni (Firenze) \| |
| Arbitro:                            | Barboni (Firenze) |       |          |                                                     |

| Arbitro: | Trono (Torino) |

|                |           |                  |
| D'Angiulli 12’ | Marcatori | 76’ Mastropasqua |

| Arbitro: | Celli (Trieste) |

|                             |           |  |
| Savian 56’ (aut.) Rolfo 80’ | Marcatori |  |

| Arbitro: | Levrero (Genova) |

|                     |           |                                      |
| Correnti 17’ (aut.) | Marcatori | 11’ Scanziani 89’ (rig.) A. Lombardi |

| Prato 10 novembre 1974 7ª giornata | Arezzo           | 0 – 0 | Reggiana | Stadio Lungobisenzio\| Arbitro: \| Casarin (Milano) \| |
| Arbitro:                           | Casarin (Milano) |       |          |                                                        |

| Reggio Emilia 17 novembre 1974 8ª giornata | Reggiana         | 0 – 0 | Brescia | Stadio Mirabello\| Arbitro: \| Ciacci (Firenze) \| |
| Arbitro:                                   | Ciacci (Firenze) |       |         |                                                    |

| Arbitro: | Ciulli (Roma) |

|                            |           |  |
| Simonato 13’, 34’ Ripa 35’ | Marcatori |  |

| Reggio Emilia 1º dicembre 1974 10ª giornata | Reggiana         | 0 – 0 | Taranto | Stadio Mirabello\| Arbitro: \| Terpin (Trieste) \| |
| Arbitro:                                    | Terpin (Trieste) |       |         |                                                    |

| Arbitro: | Lazzaroni (Milano) |

|            |           |                 |
| Pezzato 6’ | Marcatori | 54’ Passalacqua |

| Reggio Emilia 15 dicembre 1974 12ª giornata | Reggiana        | 0 – 0 | Avellino | Stadio Mirabello\| Arbitro: \| Schena (Foggia) \| |
| Arbitro:                                    | Schena (Foggia) |       |          |                                                   |

| Arbitro: | Governa (Alessandria) |

|                         |           |  |
| Braida 88’ Ballabio 90’ | Marcatori |  |

| Arbitro: | R. Lattanzi (Roma) |

|  |           |                |
|  | Marcatori | 67’ Domenghini |

| Alessandria 12 gennaio 1975 15ª giornata | Alessandria       | 0 – 0 | Reggiana | Stadio Giuseppe Moccagatta\| Arbitro: \| Mattei (Macerata) \| |
| Arbitro:                                 | Mattei (Macerata) |       |          |                                                               |

| Arbitro: | Barbaresco (Cormons) |

|  |           |             |
|  | Marcatori | 32’ Corradi |

| Arbitro: | Gialluisi (Barletta) |

|           |           |                 |
| Morra 43’ | Marcatori | 56’ Francesconi |

| Arbitro: | Bergamo (Livorno) |

|                            |           |  |
| Restelli 18’ Carnevali 66’ | Marcatori |  |

| Arbitro: | Busalacchi (Palermo) |

|            |           |            |
| Pavone 35’ | Marcatori | 42’ Vitale |

#### Girone di ritorno
| Arbitro: | Menegali (Roma) |

|           |           |             |
| Donina 2’ | Marcatori | 85’ Picella |

| Arbitro: | Pieri (Genova) |

|          |           |               |
| Papa 50’ | Marcatori | 35’ Carnevali |

| Arbitro: | Mascali (Desenzano del Garda) |

|                                   |           |                 |
| Ciampoli 20’ (aut.) Carnevali 79’ | Marcatori | 19’, 83’ Serato |

| Arbitro: | Ambrosio (Napoli) |

|                          |           |                    |
| M. Russo 13’ Rizzati 73’ | Marcatori | 39’ (aut.) Rizzati |

| Arbitro: | Barboni (Firenze) |

|           |           |  |
| Sacco 77’ | Marcatori |  |

| Arbitro: | Lenardon (Siena) |

|                |           |  |
| Cappellini 42’ | Marcatori |  |

| Arbitro: | Gussoni (Tradate) |

|                 |           |  |
| Francesconi 67’ | Marcatori |  |

| Arbitro: | Picasso (Chiavari) |

|                         |           |  |
| Bertuzzo 7’, 30’ (rig.) | Marcatori |  |

| Arbitro: | Serafino (Roma) |

|                                        |           |  |
| Francesconi 32’ Savian 87’ Beccati 88’ | Marcatori |  |

| Arbitro: | V. Lattanzi (Roma) |

|              |           |  |
| Jacomuzzi 8’ | Marcatori |  |

| Arbitro: | Agnolin (Bassano del Grappa) |

|                              |           |             |
| Sacco 3’ Mongardi 42’ (aut.) | Marcatori | 38’ Pezzato |

| Arbitro: | Trono (Torino) |

|  |           |                |
|  | Marcatori | 5’ Francesconi |

| Arbitro: | Menicucci (Firenze) |

|                          |           |                       |
| Parlanti 55’ Beccati 64’ | Marcatori | 12’ Majo 23’ Ballabio |

| Arbitro: | Menegali (Roma) |

|                     |           |             |
| Vriz 34’ Sirena 57’ | Marcatori | 75’ Beccati |

| Arbitro: | Ciacci (Firenze) |

|                            |           |  |
| Beccati 7’ Passalacqua 85’ | Marcatori |  |

| Arbitro: | Ciulli (Roma) |

|                             |           |                             |
| Arcoleo 54’, 57’ Pruzzo 84’ | Marcatori | 37’ Beccati 82’ Passalacqua |

| Arbitro: | Casarin (Milano) |

|                 |           |  |
| Passalacqua 27’ | Marcatori |  |

| Brindisi 15 giugno 1975 37ª giornata | Brindisi          | 0 – 0 | Reggiana | Stadio Comunale\| Arbitro: \| Gussoni (Tradate) \| |
| Arbitro:                             | Gussoni (Tradate) |       |          |                                                    |

| Arbitro: | Benedetti (Roma) |

|                                                    |           |  |
| Bruschini 18’ (aut.) Sali 44’ (aut.) Carnevali 78’ | Marcatori |  |

### Spareggio salvezza
| Arbitro: | Menicucci (Firenze) |

|                                 |           |                  |
| Francesconi 33’ Passalacqua 82’ | Marcatori | 40’ Dalle Vedove |

### Coppa Italia

#### Girone 3
| 28 agosto 1974 1ª giornata |  | – Turno di riposo REGGIANA |  |  |

| Arbitro: | Barbaresco (Cormons) |

|                          |           |  |
| Capello 69’ Anastasi 79’ | Marcatori |  |

| Arbitro: | Mascali (Desenzano del Garda) |

|                    |           |  |
| Logozzo 40’ (aut.) | Marcatori |  |

| Taranto 15 settembre 1974 4ª giornata | Taranto        | 0 – 0 | Reggiana | Stadio Salinella\| Arbitro: \| Frasso (Capua) \| |
| Arbitro:                              | Frasso (Capua) |       |          |                                                  |

| Arbitro: | Ambrosio (Napoli) |

|                |           |  |
| Libera 1’, 25’ | Marcatori |  |

## Statistiche

### Statistiche di squadra
| Competizione | Punti | In casa | In casa | In casa | In casa | In casa | In casa | In trasferta | In trasferta | In trasferta | In trasferta | In trasferta | In trasferta | Totale | Totale | Totale | Totale | Totale | Totale | DR |
| Competizione | Punti | G       | V       | N       | P       | Gf      | Gs      | G            | V            | N            | P            | Gf           | Gs           | G      | V      | N      | P      | Gf     | Gs     | DR |
| ------------ | ----- | ------- | ------- | ------- | ------- | ------- | ------- | ------------ | ------------ | ------------ | ------------ | ------------ | ------------ | ------ | ------ | ------ | ------ | ------ | ------ | -- |
| Serie B      | 34    | 19      | 8       | 8       | 3       | 23      | 12      | 19           | 1            | 8            | 10           | 10           | 24           | 38     | 9      | 16     | 13     | 33     | 36     | -3 |
| Coppa Italia | 3     | 1       | 1       | 0       | 0       | 1       | 0       | 3            | 0            | 1            | 2            | 0            | 4            | 4      | 1      | 1      | 2      | 1      | 4      | -3 |
| Totale       |       | 20      | 9       | 8       | 3       | 24      | 12      | 22           | 1            | 9            | 12           | 10           | 28           | 42     | 10     | 17     | 15     | 33     | 40     | -7 |

### Statistiche dei giocatori
| Giocatore        | Serie B  | Serie B | Serie B     | Serie B    | Coppa Italia | Coppa Italia | Coppa Italia | Coppa Italia | Totale   | Totale | Totale      | Totale     |
| Giocatore        | Presenze | Reti    | Ammonizioni | Espulsioni | Presenze     | Reti         | Ammonizioni  | Espulsioni   | Presenze | Reti   | Ammonizioni | Espulsioni |
| ---------------- | -------- | ------- | ----------- | ---------- | ------------ | ------------ | ------------ | ------------ | -------- | ------ | ----------- | ---------- |
| G. Albanese      | -        | -       | -           | -          | 2            | 0            | ?            | ?            | 2        | 0      | 0+          | 0+         |
| G. Alessandrelli | 3        | -3      | ?           | ?          | -            | -            | -            | -            | 3        | -3     | 0+          | 0+         |
| E. Beccati       | 18       | 5       | ?           | ?          | -            | -            | -            | -            | 18       | 5      | 0+          | 0+         |
| L. Bartolini     | 2        | -3      | ?           | ?          | 4            | -4           | ?            | ?            | 6        | -7     | ?           | ?          |
| G. Carnevali     | 22       | 4       | ?           | ?          | 4            | 0            | ?            | ?            | 26       | 4      | ?           | ?          |
| G. Carrera       | 31       | 0       | ?           | ?          | 4            | 0            | ?            | ?            | 35       | 0      | ?           | ?          |
| G. D'Angiulli    | 28       | 1       | ?           | ?          | 4            | 0            | ?            | ?            | 32       | 1      | ?           | ?          |
| I. Donina        | 26       | 1       | ?           | ?          | 4            | 0            | ?            | ?            | 30       | 1      | ?           | ?          |
| F. Francesconi   | 34       | 5       | ?           | ?          | 4            | 0            | ?            | ?            | 38       | 5      | ?           | ?          |
| D. Malisan       | 13       | 0       | ?           | ?          | -            | -            | -            | -            | 13       | 0      | 0+          | 0+         |
| F. Marini        | 14       | 0       | ?           | ?          | 2            | 0            | ?            | ?            | 16       | 0      | ?           | ?          |
| M. Memo          | 33       | -30     | ?           | ?          | -            | -            | -            | -            | 33       | -30    | 0+          | 0+         |
| P. Meucci        | 13       | 1       | ?           | ?          | -            | -            | -            | -            | 13       | 1      | 0+          | 0+         |
| M. Monari        | 4        | 0       | ?           | ?          | -            | -            | -            | -            | 4        | 0      | 0+          | 0+         |
| P. Montanari     | 6        | 0       | ?           | ?          | -            | -            | -            | -            | 6        | 0      | 0+          | 0+         |
| R. Parlanti      | 32       | 1       | ?           | ?          | 4            | 0            | ?            | ?            | 36       | 1      | ?           | ?          |
| S. Passalacqua   | 35       | 4       | ?           | ?          | 4            | 0            | ?            | ?            | 39       | 4      | ?           | ?          |
| M. Restelli      | 30       | 1       | ?           | ?          | -            | -            | -            | -            | 30       | 1      | 0+          | 0+         |
| G. Sacco         | 34       | 2       | ?           | ?          | 4            | 0            | ?            | ?            | 38       | 2      | ?           | ?          |
| L. Savian        | 28       | 1       | ?           | ?          | 4            | 0            | ?            | ?            | 32       | 1      | ?           | ?          |
| R. Stefanello    | 31       | 0       | ?           | ?          | 4            | 0            | ?            | ?            | 35       | 0      | ?           | ?          |
| C. Vitale        | 14       | 1       | ?           | ?          | -            | -            | -            | -            | 14       | 1      | 0+          | 0+         |